# دمعيات الأسنان
دمعيات الأسنان (الاسم العلمي: Sparassodonta)، رتبة منقرضة من ثدييات الوحشيات البعدية الآكلة اللحوم المستوطنة في أمريكا الجنوبية. كانت بالسابق يعتبرونها جرابيات حقيقيية، ولكن يُعتقد الآن أنها إما أصنوفة شقيقة لها، أو ذات صلة بعيدة إلى حد كبير، جزء من فرع حيوي منفصل من الوحشيات البعدية لغندوانا.